# The Triumph of Time and Truth
The Triumph of Time and Truth (Sanningens och tidens triumf) är temat för tre allegoriska oratorier komponerade av Georg Friedrich Händel:
1. Il trionfo del Tempo e del Disinganno - HWV46a (Tidens och desillusionens triumf)
2. Il trionfo del Tempo e della Verità - HWV46b (Tidens och sanningens triumf)
3. The Triumph of Time and Truth - HWV71

Temat för oratoriet är typiskt för barocken och handlar om hur de fyra allegoriska väsena Tiden, Sanningen, Njutningen och Skönheten tävlar sinsemellan.

## HWV 46a: Il trionfo del Tempo e del Disinganno
Oratoriet skrevs under Händels tid i Italien där operan var förbjuden under den här perioden. Det ledde fram till att oratoriet (både med kyrkliga och världsliga teman) växte fram. Sanningen och Tidens triumf som var Händels första oratorium var ett beställningsverk och det italienska librettot skrevs av kardinal Benedetto Pamphili. Verket framfördes någon gång under våren 1707. Verket var i stort en nyskapelse, men Njutningens aria Lascia la spina var tagen från en saraband från Almira (HWV1).

## HWV 46b: Il trionfo del Tempo e della Verità
Denna version är en omarbetning av HWV46a, där den största förändringen är att rollen som Desillusionen nu blivit kvinnlig, Verità, och att oratoriet delats upp i tre delar istället för två. Ny musik tillkom i viss begränsning i form av återanvändning av nya "hits". Verket uppfördes fyra gånger efter premiären 23 mars 1737 på Covent Garden i London.

## HWV 71: The Triumph of Time and Truth
Engelsk version av HWV46a/b med ganska omfattande tillskott av nytt material och stora förändringar av partituret i sin helhet, bl.a. har Tiden ändrats från tenor till bas, Njutningen ändrats från mezzosopran till tenor och en ny roll tillkommit genom Sveket (sopran). Texten omarbetades av Thomas Morell och musiken sammanställdes av John Christopher Smith Jr, det finns ingen dokumentation över hur stor aktiv del i förändringarna Händel tog. Uppfördes första gången på Covent Garden den 11 mars 1757.
Som den stora återanvändaren Händel var så återkom många arior, teman och musikstycken från detta verk i olika operor, bl.a. Piaceres arior Lascia la spina, som återkommer som Lascia ch'io pianga i operan Rinaldo; och Come nembo che fugge col vento, som återkommer som Nerones aria Come nube che fugge dal vento i operan Agrippina och som tema i arian Vivi tiranno i operan Rodelinda.